# Gastrancistrus brevicauda
Gastrancistrus brevicauda är en stekelart som först beskrevs av De Santis 1968.  Gastrancistrus brevicauda ingår i släktet Gastrancistrus och familjen puppglanssteklar. Inga underarter finns listade i Catalogue of Life.